# Corallus caninus
La boa esmeralda (Corallus caninus) es una especie de serpiente de la familia de las boas (Boidae). Habita  en las selvas tropicales del norte de América del Sur. No hay subespecies actualmente reconocidas.

## Descripción

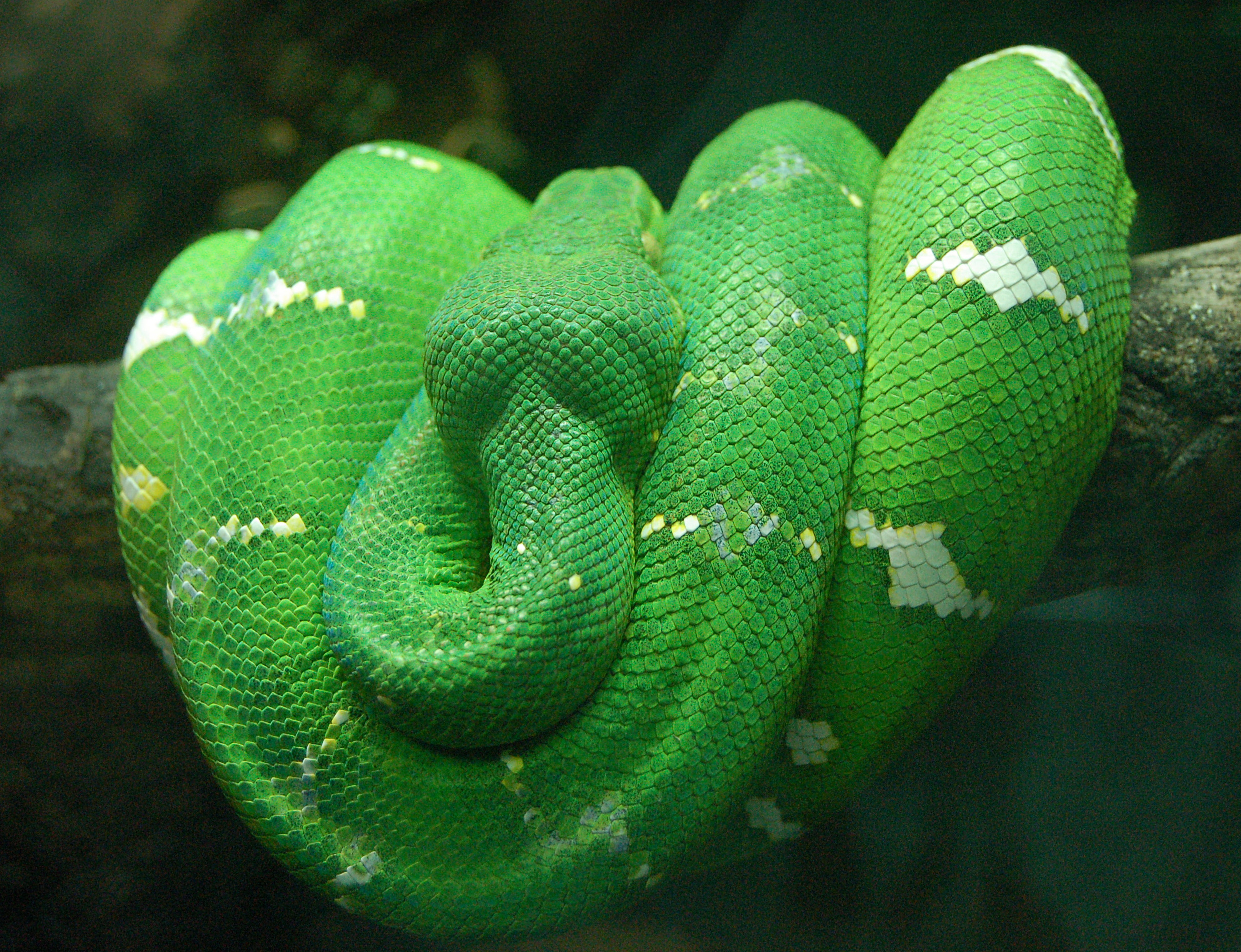
C. caninus.

Los ejemplares adultos crecen alrededor de 1,8 m de longitud. Poseen muy desarrollados dientes frontales, proporcionalmente más grandes que las de otras especies de serpientes no venenosas.
El patrón de color normalmente consta de verde esmeralda, con unas manchas dorsales de color blanco y manchas ventrales de color amarillo. El tamaño promedio global está más cerca de 1,8 m y llega hasta los 2,5 m. Corallus batesii es muy similar y solo fue recientemente separada de C. caninus; se diferencia en un patrón menos manchado, en el número de escamas en la región supralabial y en diferencias genéticas.
C. caninus es muy similar a la pitón verde árboricola, Morelia viridis, del sudeste de Asia y Australia. Sólo muy lejanamente relacionadas, esto es un ejemplo de evolución convergente. Una diferencia podría ser la ubicación de los pozos de calor alrededor de la boca.
Los juveniles cambian de color, entre varios tonos de color naranja claro y oscuro o rojo ladrillo antes de la coloración verde esmeralda (después de 9-12 meses de edad). Esto también ocurre en Morelia viridis, especie en la que las crías y los juveniles también pueden ser de estos tonos.

## Distribución geográfica
Habita en América del Sur, más precisamente en los bosques tropicales del escudo guayanés.

## Alimentación
La dieta consiste principalmente de pequeños mamíferos, pero se ha sabido que comer algunas especies de aves más pequeñas, así como los lagartos y las ranas

## Reproducción
Son reptiles ovovivíparos. Las hembras dan a luz un promedio de entre 6 a 14 crías. Camadas superior a estos números son  raros.

## Cautividad

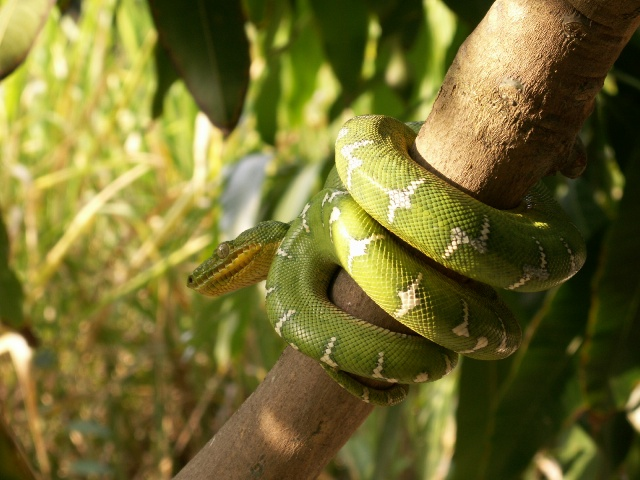
Corallus caninus

Esta especie está disponible en el comercio de mascotas exóticas. Si bien se cría en cautividad (aunque no en grandes cantidades), los ejemplares capturados en la naturaleza siguen siendo bastante comunes.